# Konklawe 1389
Konklawe 25 października – 2 listopada 1389 – konklawe okresu wielkiej schizmy zachodniej, które wybrało Bonifacego IX na papieża rzymskiej obediencji. Było to jedyne konklawe w historii, w którym wszyscy kardynałowie-elektorzy byli nominatami jednego tylko papieża – właśnie zmarłego Urbana VI. Wprawdzie w chwili jego śmierci żyło jeszcze dziewięciu kardynałów mianowanych przez jego poprzedników, oni wszyscy jednak należeli do obediencji awiniońskiej i nie uznawali Urbana VI za legalnego papieża.

## Śmierć Urbana VI
Papież Urban VI zmarł 15 października 1389 w Neapolu w wieku 71 lat. Był on człowiekiem trudnego charakteru, porywczym i okrutnym, a wielu uważało go za obłąkanego. Już na początku pontyfikatu swoim brutalnym postępowaniem doprowadził do wypowiedzenia mu posłuszeństwa przez wszystkich kardynałów, którzy go wybrali. W rezultacie doszło do wyboru antypapieża Klemensa VII, co zapoczątkowało schizmę w Kościele Katolickim. Charakter i postępowanie Urbana nie jednało mu stronników. Spośród 42 mianowanych przez siebie kardynałów pięciu kazał stracić za rzekome spiskowanie przeciwko sobie (szósty z domniemanych spiskowców, kardynał Adam Easton, ocalał dzięki wstawiennictwu króla Anglii Ryszarda II, ale został pozbawiony godności kardynalskiej i zesłany do klasztoru). Czterech innych jego nominatów porzuciło jego obediencję i przeszło na stronę Klemensa VII. Mimo to za legalnego papieża uznawały go Anglia, Węgry, Polska i Litwa (której chrzest w 1386 był jednym z niewielu pozytywnych wydarzeń jego pontyfikatu), zakon krzyżacki, Skandynawia, większa część Niemiec (z cesarzem na czele), północne Włochy i Portugalia.

## Lista uczestników
Rzymska obediencja Kolegium Kardynalskiego w październiku 1389 liczyła 15 pełnoprawnych kardynałów, z czego wszyscy zostali mianowani przez Urbana VI (pięciu innych jego żyjących nominatów zostało pozbawionych godności kardynalskich). 13 z nich uczestniczyło w konklawe:
- Francesco Moricotti; Kardynał z Pizy[5] (nominacja kardynalska: 18 września 1378) – kardynał biskup Palestriny; wicekanclerz Świętego Kościoła Rzymskiego; protektor Zakonu Krzyżackiego
- Andrea Bontempi Martini; Kardynał z Perugii[5] (18 września 1378) – kardynał prezbiter Ss. Marcellino e Pietro; protoprezbiter Świętego Kolegium Kardynałów; administrator diecezji Perugii; legat apostolski w Marchii Ankońskiej
- Poncello Orsini (18 września 1378) – kardynał prezbiter S. Clemente
- Stefano Palosio; Kardynał z Todi[5] (17 grudnia 1384) – kardynał prezbiter S. Marcello; archiprezbiter bazyliki liberiańskiej; administrator diecezji Todi
- Angelo Acciaioli; Kardynał z Florencji[5] (17 grudnia 1384) – kardynał prezbiter S. Lorenzo in Damaso
- Francesco Carbone OCist; Kardynał z Monopoli[5] (17 grudnia 1384) – kardynał prezbiter S. Susanna; penitencjariusz większy
- Pietro Tomacelli; Kardynał z Neapolu[5] (21 grudnia 1381) – kardynał prezbiter S. Anastasia; archiprezbiter bazyliki laterańskiej
- Tommaso Orsini; Kardynał z Manoppello[5] (1382) – kardynał diakon S. Maria in Domnica; protodiakon Świętego Kolegium Kardynałów
- Francesco Renzio; Kardynał z Alife[5] (1382) – kardynał diakon S. Eustachio
- Marino Bulcani (17 grudnia 1384) – kardynał diakon S. Maria Nuova; kamerling Świętego Kościoła Rzymskiego
- Ludovico Fieschi (17 grudnia 1384) – kardynał diakon S. Adriano; administrator diecezji Vercelli; wikariusz generalny prowincji Patrymonium św. Piotra
- Rinaldo Brancaccio (17 grudnia 1384) – kardynał diakon Ss. Vito e Modesto
- Angelo d’Anna de Sommariva OSBCam; Kardynał z Lodi[5] (17 grudnia 1384) – kardynał diakon S. Lucia in Septisolio

Wszyscy uczestnicy konklawe byli Włochami.

### Nieobecni
Dwóch kardynałów (Francuz i Węgier) nie przybyło na konklawe:
- Philippe d’Alençon (18 września 1378) – kardynał biskup Ostia e Velletri; komendatariusz kościoła prezbiterialnego S. Maria in Trastevere; prymas Świętego Kolegium Kardynałów; archiprezbiter bazyliki watykańskiej; legat papieski w Niemczech
- Bálint Alsáni; Kardynał z Peczu[5] (17 grudnia 1384) – kardynał prezbiter S. Sabina; administrator diecezji Pecz

## Przebieg konklawe. Wybór Bonifacego IX
Po śmierci Urbana VI wielu świeckich i duchownych z obydwu obediencji apelowało do kardynałów o powstrzymanie się z elekcją do czasu śmierci „awiniończyka” Klemensa VII lub o wybranie właśnie jego na papieża. Apele te zostały jednak zignorowane i 25 października rozpoczęło się konklawe. Początkowo uczestniczyło w nim 12 kardynałów, dopiero 27 października dotarł kardynał Bontempi.
Początkowo głównymi kandydatami byli Angelo Acciaioli i Poncello Orsini, którzy otrzymywali po sześć głosów. Nie obeszło się przy tym bez podejrzeń o symonię; zarzuty takie stawiano pochodzącemu z rodziny bankierskiej Acciaiolemu. Pogłoski o tym przedostały się nawet poza mury konklawe i spowodowały interwencję władz miejskich, które zagroziły elektorom śmiercią w razie dokonania symonicznej elekcji. Ostatecznie, zarówno Poncello Orsini, jak i Angelo Acciaioli musieli uznać, że nie zdołają uzyskać wymaganej większości. W tej sytuacji w dniu 2 listopada jednogłośny wybór elektorów padł na kandydata kompromisowego, Pietro Tomacellego, którego zaproponował Francesco Carbone. Młody, niemający jeszcze 40 lat Tomacelli zaakceptował wybór, przyjmując imię Bonifacy IX. 9 listopada przyjął sakrę biskupią z rąk biskupa Palestriny Francesco Moricottiego i został uroczyście koronowany przez kardynała Tommaso Orsiniego na schodach bazyliki watykańskiej.
Bonifacy IX, wbrew nadziejom, nie doprowadził do zakończenia schizmy, która trwała jeszcze prawie trzy dekady, zdołał jednak poprawić wizerunek papiestwa, nadwerężony przez swojego poprzednika.